# Door (Slagerij van Kampen)
Door is het zesde album (in cd vorm) van de slagwerkgroep Slagerij van Kampen. Alle nummers, behalve bubble zijn instrumentaal.

## Nummers
1. kasesa sekwassa (6:41)
2. hard bizkids (some old cookies) (7:24)
3. drance n.2 (6:34)
4. bubble (7:35)
5. a room with three views garden ~ river ~ city (11.27)
6. call me a train (9.49)
7. Onni Doffi's Donga (that she's no longer around) (7.56)
8. the door to the sea enter ~ choice ~ mersea (10.49)
9. bonus track: bubble remix (5:33)

Stukjes van een aantal nummers zijn te horen op de website van Slagerij van Kampen (bij de discografie).